# Mouss Diouf
Pierre Mustapha „Mouss“ Diouf (28. října 1964 Dakar – 7. července 2012 Marseille) byl francouzský herec. Ztvárnil například roli Justina N´Gumy v kriminálním seriálu Julie Lescautová. Zemřel ve věku 47 let. Příčinou smrti byly dvě mozkové příhody.

## Filmy
- 1968 – Mandabi, režie Ousmane Sembene
- 1985 – Parole de flic, režie José Pinheiro
- 1985 – Billy Ze Kick, režie Gérard Mordillat
- 1987 – Lévy et Goliath, režie Gérard Oury
- 1987 – Mon bel amour, ma déchirure, režie José Pinheiro
- 1989 – L'Union sacrée, režie Alexandre Arcady
- 1991 – Loulou Graffiti, režie Christian Lejalé
- 1991 – Toubab Bi, režie Moussa Touré
- 1991 – Les Secrets professionnels du Dr. Apfelglück, režie Hervé Palud
- 1991 – On peut toujours rêver, režie Pierre Richard
- 1992 – Coup de jeune, režie Xavier Gélin
- 1993 – Toxic Affair, režie Philomène Esposito
- 1994 – Les Anges gardiens, režie Jean-Marie Poiré
- 1996 – Les deux papas et la maman, režie Smaïn a Jean-Marc Longval
- 1996 – Le Plus Beau Métier du monde, režie Gérard Lauzier
- 1997 – Tortilla Y cinema, režie Martin Provost
- 1997 – Une femme très très très amoureuse, režie Ariel Zeitoun
- 2001 – Philosophale, režie Farid Fedjer
- 2001 – Au loin... l'horizon, režie Olivier Vidal
- 2002 – Asterix a Obelix: Mise Kleopatra, režie Alain Chabat
- 2002 – Le Raid, režie Djamel Bensalah
- 2003 – Les Clefs de bagnole, režie Laurent Baffie
- 2007 – Le Sourire du serpent, režie Mama Keïta
- 2009 – L'Absence, režie Mama Keïta
- 1992 - Julie Lescaut, režie Jacob Berger